# PlayStation All-Stars Island
PlayStation All-Stars Island è un videogioco sviluppato da Zoink e pubblicato da Sony Computer Entertainment per iOS e Android. Free-to-play sponsorizzato da Coca-Cola, il gioco presenta personaggi delle serie Uncharted, inFAMOUS, Gravity Rush e LittleBigPlanet.
Nel gioco sono disponibili contenuti scaricabili ottenibili esclusivamente tramite scansione di codice QR. The Escapist ha criticato il titolo per l'eccessiva quantità di pubblicità relative alla Coca-Cola Zero.